# Роберто Флорес Бермудес
Роберто Флорес-Бермудес (14 серпня 1949, Тегусігальпа) — гондурський політик і дипломат. Був міністром закордонних справ Гондурасу (1999—2002).

## Життєпис
Роберто Флорес-Бермудес закінчив юридичний факультет Національної університету Гондурасу у 1972 році. З 1972 по 1977 роки він працював у Центральноамериканському банку з інтеграції економіки.
У 1977 році він вступив до дипломатичної служби своєї країни. З 1977 по 1981 рік він був першим секретарем посольства Гондурасу в Лондоні у Великій Британії. За цей час він закінчив навчання з міжнародних економічних відносин та морського права з 1979 по 1981 рік у Лондонському університеті королеви Марії. З 1981 по 1983 роки на посаді радника посольства у Вашингтоні, D.C. у США. У 1983/1984 роках був заступником представника своєї країни при ООН в Нью-Йорку. Потім він працював директором протоколу Міністерства закордонних справ Гондурасу в Тегусігальпі з 1984 по 1986 рік, а потім з 1987 по 1990 рік директором із зовнішньої політики.
У 1990 році він став послом Гондурасу при ООН в Нью-Йорку, цю посаду обіймав до 1992 року. У 1991/1992 роках він був віце-президентом Генеральної Асамблеї ООН, у 1993 році головним перемовником у місті Гватемала в рамках мирного процесу в Центральній Америці. З 1994 року він взяв на себе роль посла Гондурасу у Вашингтоні, D.C. в США, поки він не переїхав послом до Лондона у 1998 році. Він очолив дипломатичну кампанію, в результаті якої Гондурас отримав непостійне місце в Раді Безпеки ООН у 1995 році. Він також відіграв важливу роль у вирішенні питання щодо залучення гондурських військ до місії ООН МІНУРСО.
З лютого 1999 по 2002 рік він був міністром закордонних справ Гондурасу. Під час перебування на посаді він також координував співпрацю з реконструкції після знищення ураганом Мітч. У 2002 році він очолив комітет Організації американських держав з питань ситуації на Гаїті.
З 2002 по 2006 рік працював послом у Німеччині. Потім у 2006 році він повернувся до США як посол Гондурасу. У вересні 2012 року він став послом Гондурасу в Європейському Союзі. Одночасно він був послом у Бельгії, у Люксембурзі, Нідерландах, Швеції, Ісландії, Норвегії, Фінляндії, Данії, Естонії, Латвії, Литві та в установах у Женеві.
Він представляв Гондурас в Міжнародному суді в Гаазі і був членом Лусоамериканського іспано-іспанського інституту міжнародного права в Ель-Ескаріалі в Іспанії. Флорес-Бермудес працював викладачем, зокрема з питань Центральної Америки в різних інститутах та університетах Швеції, США, Гондурасу, Ізраїлю, Тайваню, Франції, Гватемали та Німеччини.
Флорес-Бермудес зареєстрований як член Асоціації адвокатів у Гондурасі з 2001 року, та державним нотаріусом з серпня 2017 року.
Він одружився з Лаурою Елоїзою Генрікес 24 лютого 1973 року і є батьком сина і дочки. Крім іспанської мови, він також говорить англійською та значною мірою французькою. Він також має базові знання німецької мови.